# Aptosimum eriocephalum
Aptosimum eriocephalum är en flenörtsväxtart som beskrevs av Ernst Meyer och George Bentham. Aptosimum eriocephalum ingår i släktet Aptosimum och familjen flenörtsväxter. Inga underarter finns listade i Catalogue of Life.